# Birou politic
Un birou politic (în rusă: Политбюро, din Политическое бюро, tradus ca birou politic) este organismul executiv de conducere al unor partide politice, în special al celor de orientare comunistă. Acesta reprezintă nucleul decizional al partidului, având atribuții strategice și operaționale în ceea ce privește direcția politică, ideologică și administrativă a formațiunii. În practică, în regimurile comuniste, biroul politic exercita de facto puterea supremă în stat, prin controlul total asupra aparatului de partid și, implicit, asupra structurilor guvernamentale.
Termenul Politburo a fost consacrat în epoca sovietică și a devenit o expresie utilizată internațional, inclusiv în alte limbi precum germana (Politbüro), pentru a desemna acest for suprem al conducerii partidului comunist.

## Rol și funcție
În doctrina comunistă, partidul este considerat „avangarda clasei muncitoare” și, prin extensie, a întregului popor. Această ideologie conferă partidului o poziție superioară în ierarhia statală. Astfel, chiar dacă unii membri ai biroului politic nu dețin funcții oficiale în guvern, ei exercită o influență majoră asupra procesului decizional național.
Biroul politic are rolul de a implementa deciziile Comitetului Central și de a asigura continuitatea conducerii între două congrese ale partidului. În practică, el decide în mod efectiv asupra politicii interne și externe, a planificării economice, a politicii de cadre și a orientării ideologice.

## Structura și alegerea membrilor
Teoretic, structura de conducere a unui partid comunist urmează următoarea ierarhie:
1. Congresul partidului, organ suprem.
2. Comitetul Central, ales de congres.
3. Biroul politic (Politburo), ales de Comitetul Central.
4. Secretarul General, desemnat de Biroul Politic sau de Comitetul Central.

În practică, mai ales în regimurile autoritare, această ierarhie era adesea inversată, Secretarul General fiind cel care controla selecția membrilor Biroului Politic și chiar a Comitetului Central. Selecția membrilor era influențată de factori precum:
- fidelitatea față de liderul partidului;
- echilibrul între facțiuni;
- influența personală și rețeaua de alianțe;
- sprijinul din partea structurilor de securitate sau armate;
- aprobarea centrului de putere (în cazul partidelor afiliate Cominternului, adesea de la Moscova).

## Exemplu: Uniunea Sovietică
În Uniunea Sovietică, Biroul Politic al Comitetului Central al Partidului Comunist al Uniunii Sovietice (PCUS) a fost principala structură de conducere a statului sovietic. Secretarul General al PCUS deținea puterea supremă, fără a fi neapărat și liderul formal al statului.
De exemplu:
- Iosif Stalin a condus URSS timp de peste un deceniu fără să ocupe inițial o funcție guvernamentală, deși exercita control absolut.
- Mihail Gorbaciov, în prima parte a mandatului său, nu era președinte al Uniunii Sovietice. Această funcție a fost deținută temporar de Andrei Gromîko, fost ministru de externe, înainte ca Gorbaciov să o preia ca parte a reformelor (perestroika).

## Influența Moscovei asupra altor partide comuniste
În perioada existenței Internaționalei Comuniste (Comintern), URSS și, mai ales, conducerea PCUS, exercitau o influență directă asupra conducerilor partidelor comuniste din alte țări. Aprobarea Moscovei era crucială pentru accederea în Biroul Politic al unui partid frate.
În timpul regimului stalinist, liderii locali care nu se aliniau liniei oficiale sovietice erau adesea înlăturați. Schimbările bruște de orientare politică dictate de Kremlin testau capacitatea de adaptare a liderilor locali, iar cei care manifestau o orientare autonomă erau deseori marginalizați sau eliminați.

## Țări care au avut birouri politice notabile
- Uniunea Sovietică (PCUS)
- Republica Populară Chineză (Partidul Comunist Chinez)
- Republica Democrată Germană (SED)
- Republica Populară Română / Republica Socialistă România (Partidul Muncitoresc Român / PCR)
- Republica Populară Ungară (Partidul Muncitoresc Maghiar)
- Republica Populară Bulgaria (Partidul Comunist Bulgar)
- Republica Populară Polonă (Partidul Muncitoresc Unit Polonez)
- Republica Populară Albania (Partidul Muncitoresc Albanez)